# Manoir de l’Isle (Calvados)
Pour les articles homonymes, voir Bisson et Manoir de l’Isle (homonymie).
Le manoir de l'Isle ou château Bisson est une ancienne résidence privée situé dans la ville de Livarot-Pays-d'Auge, dans le Calvados en France.

## Histoire

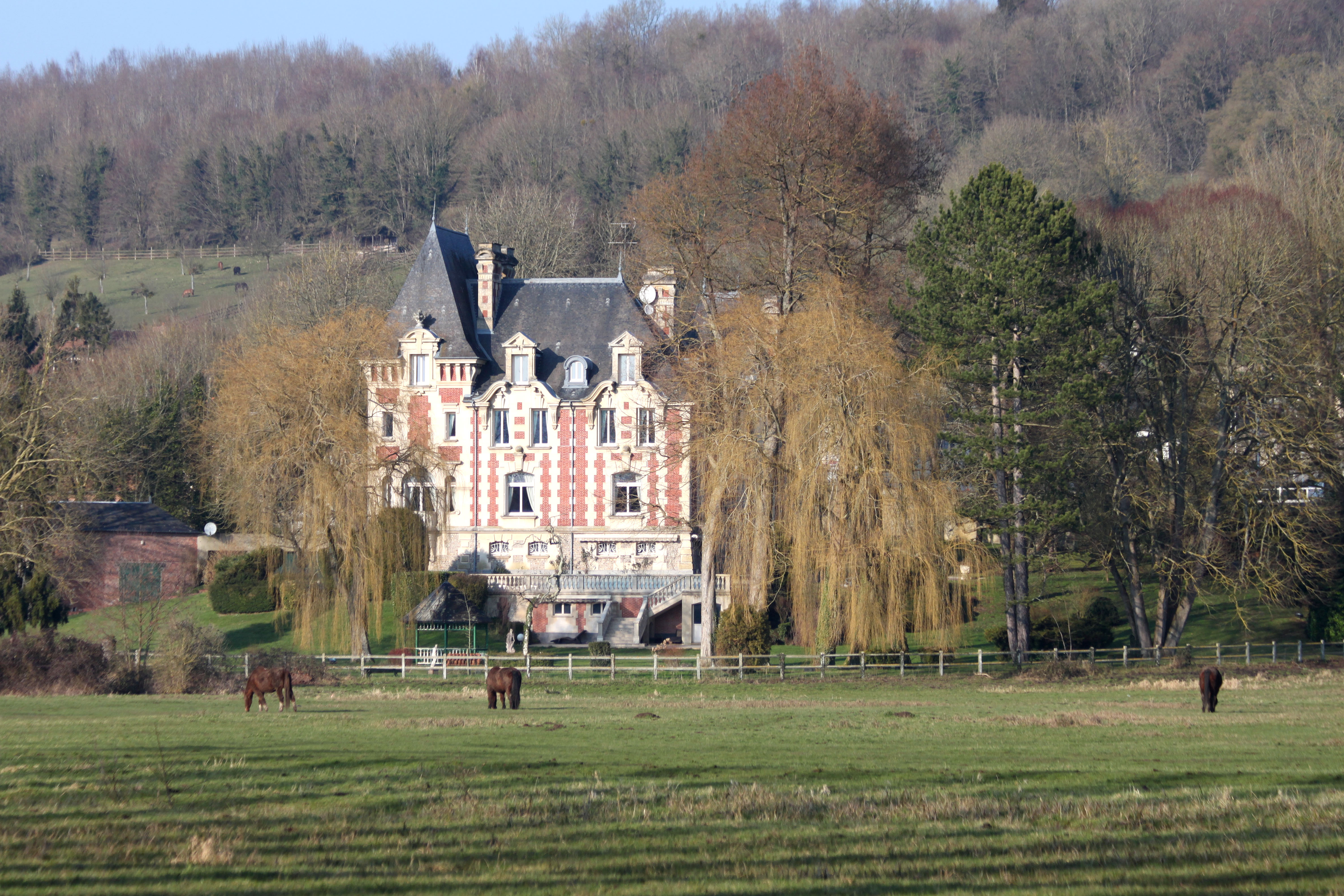
Vue arrière du château de Benneral (La Chapelle-Yvon).

En 1911, Georges Bisson, fromager de Livarot, fait la demande de construire une quasi-réplique du château de la Chapelle-Yvon, Eugène Adeline, qui devra être le signe de sa réussite et de sa prospérité,.
Le manoir de l'Isle doit son nom à la rivière la Vie, qui fut détournée de son lit, et son canal d’irrigation, le bief qui entourent la propriété, la transformant en une presqu'île. Les grilles d'entrées en fer forgé comportent les initiales du couple fondateur « B » et « F »,.
L'architecture de style électrique solidarise brique claire et pierre de Caen. Les dépendances datant de 1912 comportaient à l’origine des écuries, un pressoir et des alambics. Les façades de ces dépendances comprennent le damier rouge et blanc décoratif, typique du pays d'Auge. La ville de Livarot acquiert cette propriété en 1985,.
Au-dessus de l’entrée, on peut y apercevoir un vitrail.
Le sous-sol du manoir abrite de 1990 à 2003, un musée du Fromage, dirigé par Michel Deleu En 2005, un musée semblable ouvre dans les locaux de Graindorge.

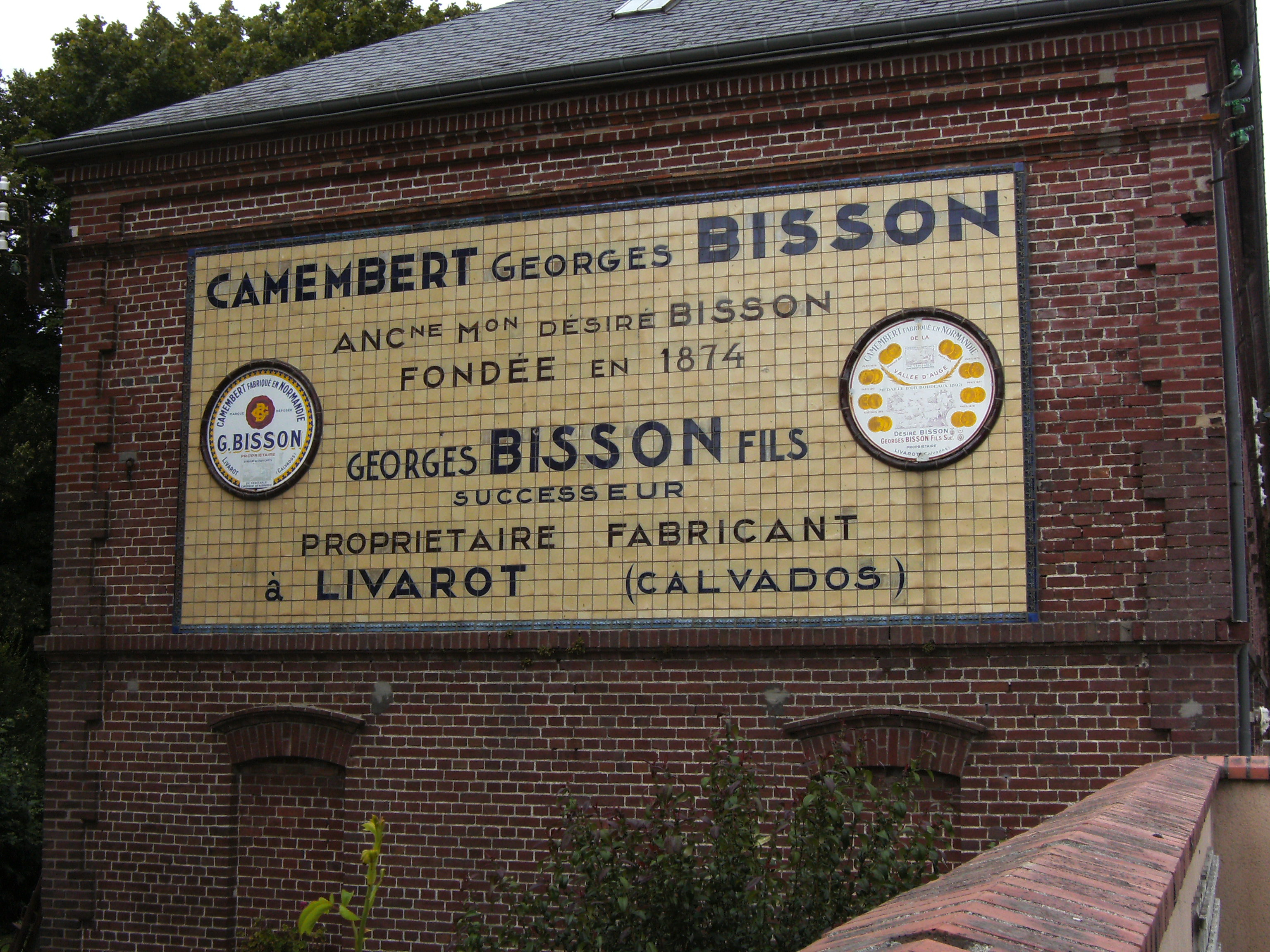
Publicité pour l'ancienne fromagerie Bisson à Livarot, située à côté du manoir.

## Parc du manoir
Le parc du manoir de l'Isle est composé de plantations originales, à la suite de la demande de l'épouse du propriétaire. Dans le jardin à la française du parc, on peut admirer des tilleuls, un séquoia géant, un tulipier de Virginie, un catalpa ainsi qu’un ginkgo biloba,.
En 2011, à l’occasion des cent ans du manoir, le parc a été labellisé par l'association Arbres pour les essences rares, plantées par les Bisson, puis reconnu refuge nature du Groupe ornithologique normand (GONm). Une centaine d'essences locales et exotiques sont présentes dans le parc labellisé ARBRES et refuge nature GONm en 2011,,.

## De nos jours
En 1985, l'ensemble a été racheté par la ville de Livarot.
Désormais, la salle est disponible à la location.
La salle est composée d’un hall, d’un vestiaire, d’une double salle de réception, d’un sanitaire, d’une cuisine équipée (réfrigérateur, congélateur, lave-vaisselle, gaz, four…).
Un parking pour une dizaine de véhicules est disponible sur place.
Le parc du manoir accueille régulièrement la concentration Saveur d'automnes,.
En 2024, à la suite d'inondations importantes en Normandie, le parc du manoir se retrouve sous l’eau.

## Référence
1. 1 2 3 4  Jacques Harivel et Véronique Herbaut, Bons baisers de Livarot, Éd. BVR, 2008 (ISBN 978-2-9524133-3-6)
2. 1 2 3 4  « Histoires et légendes - Manoir de l'Isle - Le mesnil-bacley », sur www.cirkwi.com, 2016-05-27cest16:15:49+0200 (consulté le 28 février 2024)
3. 1 2  Ouest-France, « À Livarot-Pays-d’Auge, le manoir de l’Isle et la fromagerie Bisson à découvrir samedi », sur Ouest-France.fr, 15 juin 2023 (consulté le 28 février 2024)
4. 1 2 3  « Les arbres remarquables du Manoir de l'Isle LIVAROT-PAYS-D'AUGE », sur Normandie Tourisme (consulté le 28 février 2024)
5. ↑  « Parc du Manoir de l'Isle - Livarot Pays d'Auge », sur Authentic Normandy : Office de Tourisme Lisieux Normandie (consulté le 28 février 2024)
6. 1 2 3  « Manoir de l'Isle à Livarot », sur Livarot-Pays d'Auge (consulté le 28 février 2024)
7. ↑  « Livarot-Pays-d'Auge. Saveurs d’automne revient au Manoir de l’Isle », sur trouville-deauville.maville.com (consulté le 28 février 2024)
8. ↑  Ouest-France, « Les arbres du manoir de l'isle ont bénéficié d'un bon toilettage », sur Ouest-France.fr, 3 octobre 2012 (consulté le 28 février 2024)
9. ↑  Ouest-France, « « C’est pire qu’en 2018 » : à Livarot, les habitants surpris par l’ampleur des inondations », sur Ouest-France.fr, 2 mai 2024 (consulté le 3 mai 2024)